# Jarosław Kocięcki
Jarosław Andrzej Kocięcki (ur. 4 stycznia 1961) – polski okulista, profesor nauk medycznych. Profesor nadzwyczajny poznańskiego Uniwersytetu Medycznego. Od 2005 roku jest kierownikiem Katedry i Kliniki Okulistyki Wydziału Lekarskiego I tej uczelni.

## Życiorys
Jest synem Janusza Kocięckiego (zootechnika, wieloletniego kierownika poznańskiego Starego Zoo) oraz Wandy Kocięckiej (profesor medycyny związanej z poznańską Akademią Medyczną, specjalistki chorób zakaźnych). 
Studia medyczne ukończył w 1987 na poznańskiej Akademii Medycznej. Stopień doktorski uzyskał w 1997 roku broniąc pracy pt. Analiza porównawcza efektów najczęściej stosowanych metod znieczulenia miejscowego w chirurgii okulistycznej z modyfikacjami własnymi, przygotowanej pod kierunkiem Krystyny Pecold. Habilitował się w 2005 na podstawie pracy Ocena skuteczności termoterapii przezźrenicznej laserem diodowym czerniaka złośliwego naczyniówki na podstawie obrazu klinicznego, ultrasonograficznego i histopatologicznego, która została wydana w 2004 roku. 
Po odejściu na emeryturę Krystyny Pecold w 2005 roku, objął funkcję kierownika Katedry i Kliniki Okulistyki.
Zajmuje się schorzeniami zarówno przedniego odcinka oka (m.in. zaćma i jaskra), jak i tylnego odcinka (odwarstwienie siatkówki, retinopatia cukrzycowa, nowotwory gałki ocznej). W maju 2007 roku wraz z zespołem dokonał pierwszego w Polsce zabiegu przesunięcia plamki żółtej. 
Współautor (wraz z J. Kańskim, K. Pecold i M. Korolczak-Kulesza) monografii Nowotwory narządu wzroku (wyd. 2005, ISBN 83-89009-29-3). Jest autorem i współautorem szeregu artykułów publikowanych w czasopismach okulistycznych, m.in. w „Acta Ophthalmologica", „Ophthalmology", „JAMA Ophthalmology", „Retina" oraz w „Klinice Ocznej".
W 2018 roku otrzymał tytuł profesora nauk medycznych.
W ramach Polskiego Towarzystwa Okulistycznego pełnił funkcję członka zarządu głównego.